# Emmanuel Clottey
Emmanuel Clottey (Accra, 30 de agosto de 1987) é um futebolista profissional ganês que atua como atacante.

## Carreira
Emmanuel Clottey fez parte do elenco da Seleção Ganesa de Futebol na Campeonato Africano das Nações de 2013.

## Títulos
Gana
- Campeonato Africano das Nações: 2015 4º Lugar.